# Soltonskij rajon
Il Soltonskij rajon (in russo Солтонский район?) è un rajon del kraj dell'Altaj, nella Russia asiatica.